# Чемпионат СССР по лыжным гонкам 1961
33-й лично-командный чемпионат СССР по лыжным гонкам проводился на XXVII Празднике Севера в Мурманске с 29 по 4 апреля 1961 года. Соревнования проводились по семи дисциплинам — гонки на 15, 30 и 50 км, эстафета 4×10 км (мужчины), гонки на 5 и 10 км, эстафета 4х5 км (женщины).

## Медалисты

### Мужчины
|                  | Золото                                                        | Серебро                                                               | Бронза                                                                          |
| ---------------- | ------------------------------------------------------------- | --------------------------------------------------------------------- | ------------------------------------------------------------------------------- |
| Гонка на 15 км   | Кузнецов Алексей «Урожай» Горький                             | Колчин Павел «Динамо» Москва                                          | Аникин Николай «Динамо» Москва                                                  |
| Гонка на 30 км   | Кудрин Вениамин «Труд» Архангельск                            | Аникин Николай «Динамо» Москва                                        | Колчин Павел «Динамо» Москва                                                    |
| Гонка на 50 км   | Утробин Иван «Труд» Московская область                        | Морщинин Павел «Спартак» Ленинградская область                        | Колчин Павел «Динамо» Москва                                                    |
| Эстафета 4х10 км | Ленинград Соколов Борис Любимов Иван Шагов Иван Сивков Михаил | РСФСР Морщинин Павел Елисеев Леонид Наймушин Пётр Матвиенко Лаврентий | Москва Анисимов Юрий Ваганов Геннадий Иерусалимский Владимир Маринычев Владимир |

### Женщины
|                 | Золото                                                              | Серебро                                                                  | Бронза                                                                        |
| --------------- | ------------------------------------------------------------------- | ------------------------------------------------------------------------ | ----------------------------------------------------------------------------- |
| Гонка на 5 км   | Гусакова Мария «Спартак» Ленинград                                  | Колчина Алевтина «Динамо» Москва                                         | Ерошина Радья «Локомотив» Москва                                              |
| Гонка на 10 км  | Гусакова Мария «Спартак» Ленинград                                  | Колчина Алевтина «Динамо» Москва                                         | Терентьева Полина «Динамо» Москва                                             |
| Эстафета 4х5 км | Ленинград Зайцева Нина Мекшило Евдокия Каалисте Анна Гусакова Мария | Москва Ачкасова Вера Ерошина Радья Файзрахманова Фаадия Колчина Алевтина | РСФСР Тихомирова Елизавета Смирнова Евдокия Ипполитова Алевтина Терехина Нина |